# 朱誠漖
保安靖和王朱誠漖（1467年—1519年6月6日），明朝秦藩第六代保安王，保安莊簡王朱公鋉之庶第九子，保安榮穆王朱誠潢與保安昭和王朱誠淥之弟，生母武氏。

## 生平
成化三年（1467年）生。成化六年（1470年），獲賜名誠漖。後封鎮國將軍。
弘治十四年（1501年），保安昭和王朱誠淥去世，絕嗣，朱誠漖受命暫主喪、管攝府事。弘治十六年（1503年），朱誠漖奏請襲爵。經禮部討論，朱誠漖不應襲爵，當以本職鎮國將軍奉保安王宗祀。其後，朱誠漖嫡母妃陳氏再次奏請襲爵事宜。正德二年（1507年）閏正月，經廷議，准其承襲。
正德三年三月庚子（1508年4月2日），朱誠漖襲封保安王。正德五年（1510年），經禮部再次討論，朱誠漖襲爵違例，應查革，但有成命，姑仍舊封，子孙不许袭爵，其他绝嗣支系不得引以为例以旁支续封。
正德九年（1514年），朱誠漖因事母至孝，受到賜敕獎勵。
正德十四年五月壬寅（1519年6月6日）薨，享年五十三歲，在位十二年，諡號靖和。八年後，其子鎮國將軍朱秉棧襲爵。但因为朱誠漖继承兄长的爵位属于冒封，朱秉棧死后，其子朱惟煡不得袭封，保安国除。

## 家庭

### 妻
- 廖氏（－1507年），初封鎮國將軍夫人，正德三年（1508年）追封保安王妃[11]。

### 妾
- 吳氏，封保安王夫人，生朱秉椆[12]。

### 子孫
- 庶第一子：朱秉榗，夭折[13]
- 庶第二子：鎮國將軍→保安恭懿王朱秉棧[14]
- 庶第三子：朱秉橪[15]
- 庶第四子：鎮國將軍朱秉椆（1498年－1553年），號梅山
  - 孫：輔國將軍朱惟㷄
  - 孫：輔國將軍朱惟烷
  - 孫女：陽平郡君[12]